# Idioma igbo
El idioma igbo (asụsụ Ndi Igbo; pronunciado ásʊ̀sʊ̀ ìɡ͡bòⓘ) o ibo es una lengua hablada en Nigeria por 60 millones de personas de la etnia igbo, especialmente localizados en la región conocida anteriormente como Biafra. Es una lengua tonal y usa el alfabeto latino. Forma parte de las lenguas Volta-Níger (Benue-Congo occidental).
La palabra igbo, en las lenguas occidentales, frecuentemente sufre una hifenación (es decir, una separación de las consonantes en dos sílabas), de manera que suele pronunciar ig·bo (/ˈiɣ̞.β̞o/). Sin embargo, en la lengua igbo, la g y la b de palabra Ị̀gbò se pronuncian en un mismo golpe silábico (/ìɡ͡bò/), es decir, colocando la lengua en forma de g y los labios en forma de b simultáneamente. La hifenación, por lo tanto, es i·gbo. Literalmente, Ìgbò significa ‘autóctono’, lo opuesto a extranjero.

## Historia
El primer libro en publicar palabras en igbo fue Geschichte der Mission der Evangelischen Brüder auf den Carabischen Inseln («Historia de la Misión de los Hermanos Evangélicos en las Islas del Caribe»), publicado en 1777. Poco después, en 1789, fue publicado en Londres La interesante narración de la vida de Olaudah Equiano una autobiografía del ex esclavo Olaudah Equiano, con 79 palabras en igbo. El libro describe en detalle varios aspectos de la vida de los igbo, basándose en las experiencias de Equiano en Essaka, su ciudad natal. Tras las expediciones británicas a Níger de 1854 y 1857, el sacerdote yoruba Samuel Ajayi Crowther, asistido por un joven intérprete igbo llamado Simon Jonas, produjo un manual básico para el idioma igbo en 1857.
El lenguaje fue estandarizado en el uso de la iglesia por la Union Ibo Bible (1916). Poco después de su finalización, Thomas John Dennis murió en un accidente marítimo frente a la costa de Gales, pero el manuscrito de la Biblia en el que estaba trabajando llegó a la orilla y fue encontrado por un pescador.
El denominado «igbo central», el cual es el más generalizado, se basa en los dialectos de dos miembros del grupo idbo Ezinifite en la provincia central de Owerri entre las ciudades de Owerri y Umuahia en el este de Nigeria. Desde que esta forma dialectal se propusiese como la forma literaria del igbo en 1939 por la Dra. Ida C. Ward, fue siendo aceptada gradualmente por los misioneros, escritores y editores de toda la región.
En 1972, la Sociedad para la Promoción de la Lengua y la Cultura Igbo (SPILC), una organización nacionalista que veía al igbo central como una acción imperialista, estableció un Comité de Normalización para ampliar el igbo central y que fuese un idioma más inclusivo. El «igbo estándar» tiene como objetivo la diversificación del igbo central, incluyendo palabras de otros dialectos del igbo fuera de las áreas «centrales» y de préstamos de otras lenguas.
El galardonado escritor igbo Chinua Achebe criticó muy decisivamente la estandarización del igbo, desde la Union Igbo hasta el «igbo central» y el «igbo estándar», en una conferencia de 1999 patrocinada por la Arquidiócesis de Owerri.

## Vocabulario
Algunas palabras comunes en igbo son:
| Igbo         | Español                           |
| ------------ | --------------------------------- |
| àdù          | ‘kola amarga’                     |
| Afrịkà       | ‘África’                          |
| Agụ          | ‘leopardo’                        |
| Anya         | ‘ojo’                             |
| Atilogwu     | baile tradicional igbo            |
| Bikō         | ‘por favor’                       |
| Chukwu       | ‘Dios’                            |
| Dọkịtà       | ‘doctor’                          |
| Ègwusi       | ‘semillas de sandía’              |
| Ife, ịfe     | ‘cosa’, ‘posesión’                |
| ìfè          | ‘luz’                             |
| Ijè          | ‘día’                             |
| Letà         | ‘carta’ (del ing. letter)         |
| M̀manya       | ‘vino de palma’                   |
| M̀milī        | ‘agua’                            |
| Ndị          | ‘nación’                          |
| Ndo          | ‘perdón’                          |
| Nne          | ‘madre’                           |
| Nni          | ‘comida’                          |
| Ǹsala        | ‘pepesup’                         |
| Anwụ ntà     | ‘mosquito’                        |
| Obì          | ‘corazón’, ‘pecho’, ‘centro’      |
| Òbi          | ‘Rey’                             |
| Ogbè, ọgbè   | ‘pueblo’, ‘aldea’                 |
| Ojiī         | ‘negro’                           |
| Ọ̀nị̀chà       | ‘Onitsha’                         |
| Saà!         | ‘¡Silencio!’ ‘¡Cállate!’          |
| Uchè         | ‘mente’, ‘sentido’, ‘pensamiento’ |
| Ùlùkòm̀bụbā   | ‘mariposa’                        |
| Referencias: |                                   |

## Fonología
El igbo posee 8 fonemas vocálicos /i, ị, e, a, ọ, o, ụ, u/

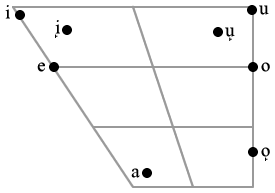
Tabla de vocales del idioma igbo.